# Sudama

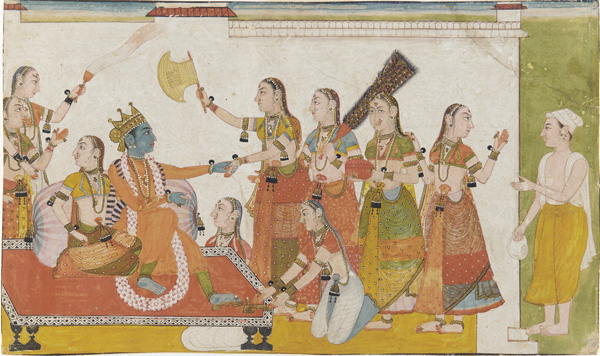
Krishna (blau) begrüßt Sudama, Bhagavatapurana-Manuskript aus dem 17. Jahrhundert

Sudama (Sanskrit सुदामा IAST Sudāmā, in Südindien auch bekannt als Kuchela) war ein brahmanischer Freund der hinduistischen Gottheit Krishna aus Mathura, dessen Geschichte im Bhagavatapurana erwähnt wird. In dieser Legende wurde er als armer Mann geboren, erwarb sich aber reichen Lohn durch seine Frömmigkeit und Gottesverehrung.

## Die Legende

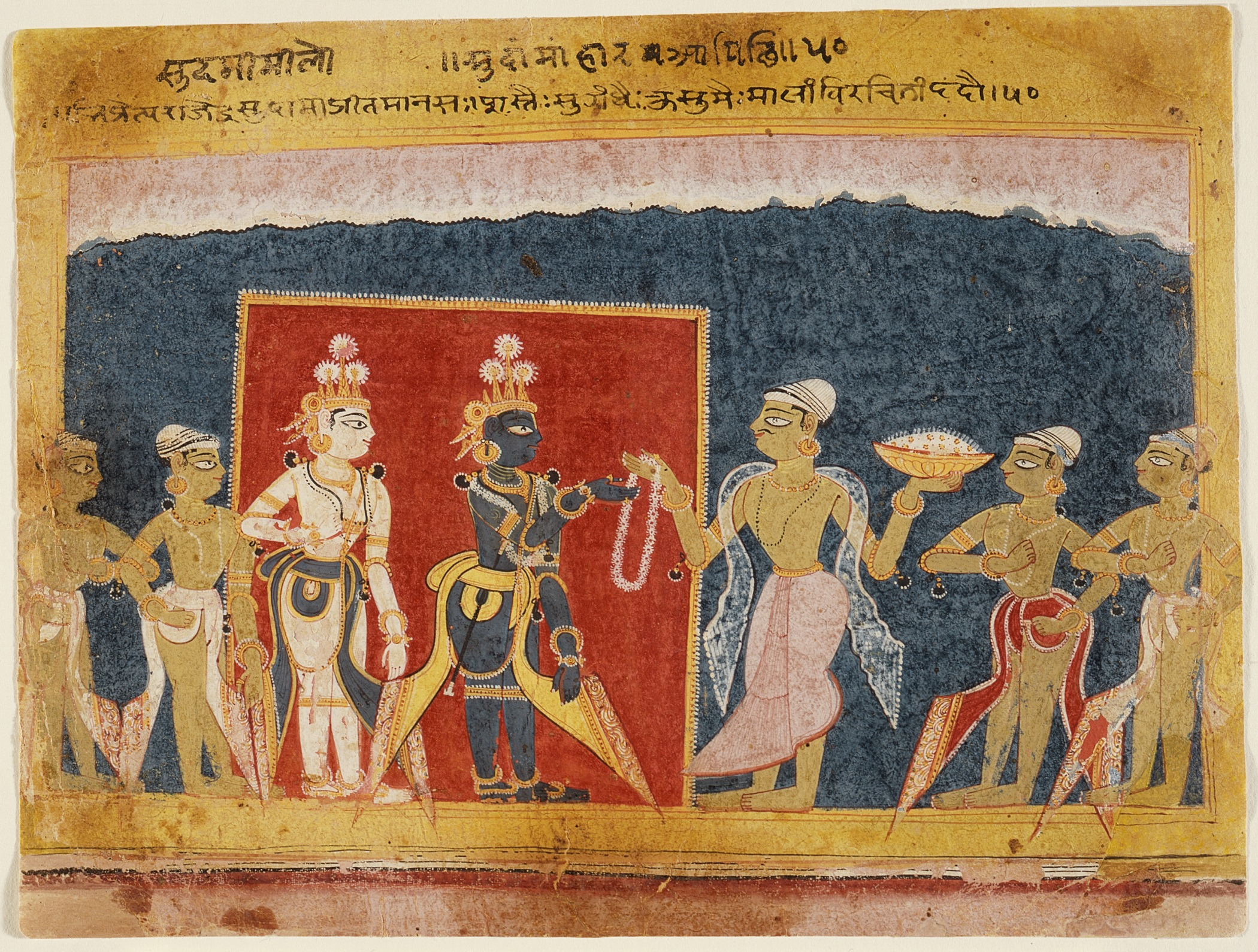
Sudama reicht Krishna eine Blütenkette. aus einem Manuskript des Bhagavatapurana aus dem 16. Jahrhundert

Sudamas Vater Matuka und seine Mutter Rochana Devi zogen ihren Sohn in einer armen Brahmanenfamilie in Bhadohi oder Porbandar auf. Sein Schulfreund in Kindestagen war Krishna, eine Inkarnation des Gottes Vishnu. Krishna stammte aus einer königlichen Familie. Dieser Statusunterschied stand jedoch ihrer Freundschaft nicht im Wege. Über die Jahre verloren sie den Kontakt und während Krishnas Einfluss in der herrschenden Familie in Dwarka wuchs, blieb Sudama ein bescheidener, verarmter Dorfbewohner.
Er war aber sehr religiös. Sudama verbrachte viel Zeit mit religiösen Übungen, unterwies andere in der rechten Art des Gebets und der Zeremonien, engagierte sich für eine lebendige Religionsausübung in seiner Gemeinde, und tat alles, was einem frommen Mann geziemt. Das erklärt auch, warum es ihm finanziell nicht gut ging.
Nach einiger Zeit, als Sudamas Armut immer drückender wurde und er nicht einmal genug Geld hatte, um seine Kinder zu ernähren, erinnerte ihn seine Frau Niyati Desai an seine Freundschaft mit Krishna.
Trotz anfänglichen Zögerns, um Hilfe zu bitten, willigte Sudama schließlich ein. Er ging mit nichts weiter als etwas Poha, nach Darstellung einiger anderer Quellen mit etwas Sattu, das in einem Tuch wie ein Geschenk verpackt war. Er erinnerte sich, dass dies zu Krishnas Lieblingsgerichten gehörte, und beschloss, dem Gott dies als Geschenk zu geben.
Krishna freute sich sehr, seinen alten Freund zu sehen. Er behandelte ihn königlich und voller Zuneigung, lud ihn ein und schenkte ihm auch neue Kleidung. Von all dem überwältigt, vergaß Sudama um Hilfe zu bitten, was ja der eigentliche Zweck seines Besuchs war. Aber der Gott erkannte die Not seines Freundes, und seine Gemahlin Rukmini, die Inkarnation von Lakshmi, gab ihm was er bedurfte. Als Sudama gehen wollte, hielt ihn Krishna zurück. Er ging hinein und bat Rukmini, ihm die alten, zerrissenen Kleider zu holen, die Sudama trug, als er ankam. Krishna nahm diese Kleider und forderte Sudama auf, er solle die königlichen Kleider ablegen und stattdessen wieder seine alten Kleider tragen. Alle, einschließlich Rukmini, waren entsetzt, als sie dies hörten. Nachdem Sudama gegangen war, schloss sich Krishna in seinem Zimmer ein und fing an zu weinen. Rukmini fragte ihn, was passiert sei, woraufhin Krishna antwortete: „Wenn Sudama die königliche Kleidung getragen hätte, hätten die Leute gesagt: ‚Nur weil der Gott sein Freund ist, hat er so viel bekommen‘, aber jetzt, wenn er im gleichen Zustand zurückkehren wird, in dem er gekommen ist, werden die Menschen erkennen, dass alles, was ich ihm gegeben habe, nur wegen seiner Hingabe ist.“ Auf seiner Rückreise dachte Sudama über sein Schicksal nach und war dankbar für den guten Freund, den er in dem Gott Krishna hatte. Als er endlich nach Hause zurückkehrte, fand er anstelle der Hütte, die er verlassen hatte, einen Palast. Seine Familie trug prächtige Gewänder und wartete auf ihn. Er führte fortan ein frommes, bescheidenes Leben und war dem Gott für immer dankbar.

## Moral

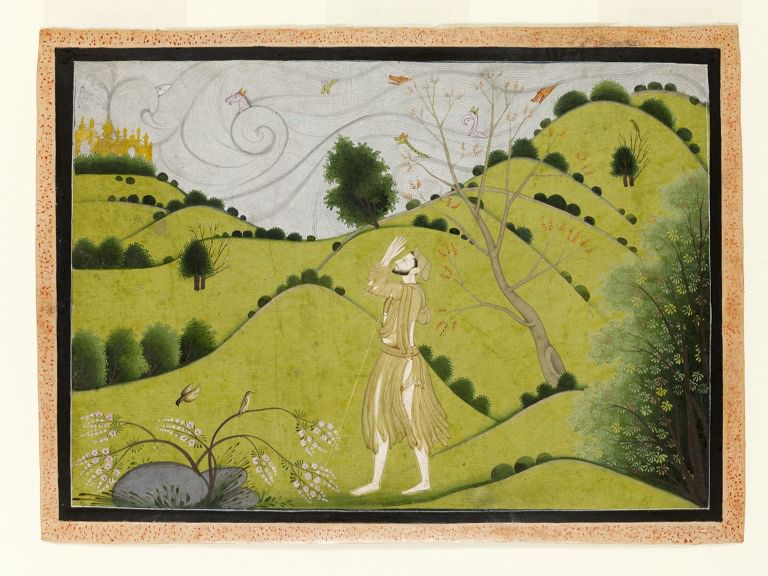
Sudama verbeugt sich beim Anblick von Krishnas goldenem Palast in Dwarka. Gemälde, ca. 1775–1790

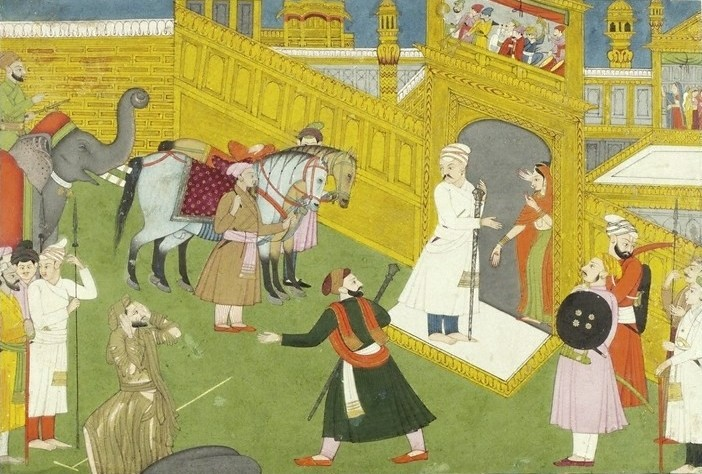
Sudama kehrt nach Hause zurück, um anstelle seiner Hütte einen goldenen Palast zu finden, das Geschenk Krishnas. Gemälde aus der Zeit 1775–1790

Wie sehr häufig bei religiösen Legenden, soll auch die Geschichte von Sudama den Hindus als Mahnung und Beispiel der richtigen Lebensführung dienen.
Die Geschichte soll zeigen, dass Gott Krishna die Menschen nicht nach ihrem finanziellen Status unterscheidet und dass er Hingabe (Bhakti) immer belohnen wird. Sie soll auch zeigen, dass die Menschen im Leben nichts ohne Gegenleistung erwarten dürfen, Gott aber die guten Taten belohnt und für den Frommen sorgt. Man soll Bhakti aber nicht gegen etwas tauschen. Sudama bat Krishna nicht um etwas. Obwohl er arm war, hatte Sudama Krishna alles gegeben, was er hatte (Poha); dafür gab der Gott Sudama alles, was er brauchte.
Es gibt auch eine Lektion darüber, wie Krishna fromme Menschen belohnt. Krishna belohnte Sudama nicht, nur weil er ein Freund war, sondern für seine fortgesetzten religiösen Exerzitien, die Mitursache seiner Armut sind. Für diese Anstrengung belohnt Krishna Sudamas Familie mit Reichtum, damit Sudama diese Arbeit fortsetzen kann.